# Mohamed Abou Gabal
Mohamed Qotb Abou Gabal Ali (arabiska: محمد قطب أبو جبل علي), född 29 januari 1989, även känd som Gabaski, är en egyptisk fotbollsmålvakt som spelar för National Bank of Egypt. Han representerar även det egyptiska landslaget.

## Karriär
I september 2022 värvades Abou Gabal av National Bank of Egypt, där han skrev på ett treårskontrakt.

## Meriter
ENPPI
- Egyptiska cupen: 2010–11

Zamalek
- Egyptiska Premier League: 2014–15, 2020–21
- Egyptiska cupen: 2014, 2015, 2018–19
- Egyptiska supercupen: 2019–20
- CAF Super Cup: 2020